# Mary Sidney
Mary Herbert, condesa de Pembroke (nacida Mary Sidney, Bewdley 27 de octubre de 1561-Londres, 25 de septiembre de 1621), fue una de las primeras mujeres inglesas que se labró una importante reputación por su poesía y patronazgo literario. A los 39 años apareció junto a su hermano Philip Sidney, a Edmund Spenser y a William Shakespeare en la antología de versos Belvidere, de John Bodenham, como una de los autores más reconocidos de su tiempo. La influencia de su obra Antonius es ampliamente reconocida: estimuló un renovado interés en el soliloquio basado en modelos clásicos y se la considerada una de las fuentes de las obras Cleopatra (1594) de Samuel Daniel y Antonio y Cleopatra (1607) de Shakespeare. Fue también conocida por su traducción de la obra de Petrarca "Triunfo de la Muerte" en la antología poética Triunfos. Su traducción lírica de los Salmos aseguró su reputación como poeta.

## Biografía

### Infancia y juventud
Mary Sidney nació el 27 de octubre de 1561 en el Palacio Tickenhill, en la parroquia de Bewdley, Worcestershire. Fue una de los siete hijos -tres hijos y cuatro hijas- de Henry Sidney y su esposa Mary Dudley. Su hijo mayor fue Philip Sidney (1554-1586), y su segundo hijo Robert Sidney (1563-1626), quien más tarde se convirtió en conde de Leicester. Cuando Sidney era niña pasó mucho tiempo en la corte, donde su madre era una confidente cercana a la reina Isabel I. Al igual que su hermano Philip, recibió una educación humanista que incluía música, costura e idiomas clásicos como el francés y el italiano. Después de la muerte de Ambrosia, la hermana más joven de Sidney, en 1575, la reina le pidió a Mary que regresara a la corte para unirse al séquito real.

### Matrimonio e hijos

Armas de Herbert: azul pálido y gules, tres leones rampantes

En 1577, Mary Sidney se casó con Henry Herbert, segundo conde de Pembroke (1538-1601), un aliado cercano de la familia. El matrimonio fue concertado por su padre y su tío Robert Dudley, conde de Leicester. Como condesa de Pembroke, Mary fue propietaria de varias fincas, incluidas Ramsbury, Ivychurch,Wilton House y Baynard's Castle en Londres, donde se sabe que asistió a una cena la reina Isabel. Mary Sidney tuvo cuatro hijos con su esposo: 
- William Herbert, tercer conde de Pembroke (1580-1630), que fue el hijo mayor y el heredero.
- Katherine Herbert (1581-1584),[6] que murió de pequeña.
- Anne Herbert (nacida en 1583 - después de 1603), que se cree que también fue escritora y narradora.[6]
- Philip Herbert, IV conde de Pembroke (1584-1650), que sucedió a su hermano en 1630. Philip y su hermano mayor William fueron la ‹pareja incomparable de hermanos» a quienes se dedicó el primer folio de las obras recopiladas de Shakespeare en 1623.

Mary Sidney también fue tía de la poetisa Mary Wroth, hija de su hermano, Robert Sidney (1563-1626).

### Vida posterior
El esposo de Sidney murió en 1601. Su muerte la dejó con menos recursos económicos de los esperados. 
Además de las humanidades, Sidney tuvo una variedad de intereses. Tuvo un laboratorio de química en Wilton House, donde desarrolló medicamentos y tinta invisible. De 1609 a 1615, se cree que Mary Sidney pasó la mayor parte de su tiempo en Crosby Hall en Londres. 
Sidney, viajó con su médico, Matthew Lister, a Spa, Bélgica y se especula que pudieron haberse casado, pero no hay evidencia de ello.
Sidney murió de viruela el 25 de septiembre de 1621, a los cincuenta y nueve años, en su casa, en la calle Aldersgate de Londres, poco después de que el rey Jacobo la hubiera visitado en la recién terminada Casa Houghton en Bedfordshire. Después de un gran funeral en la Catedral de San Pablo, su cuerpo fue enterrado en la Catedral de Salisbury, junto al de su difunto esposo en la cripta de la familia Herbert, debajo de los escalones que conducen a los puestos del coro, donde aún se puede encontrar el mural.

## Carrera literaria

### Wilton House

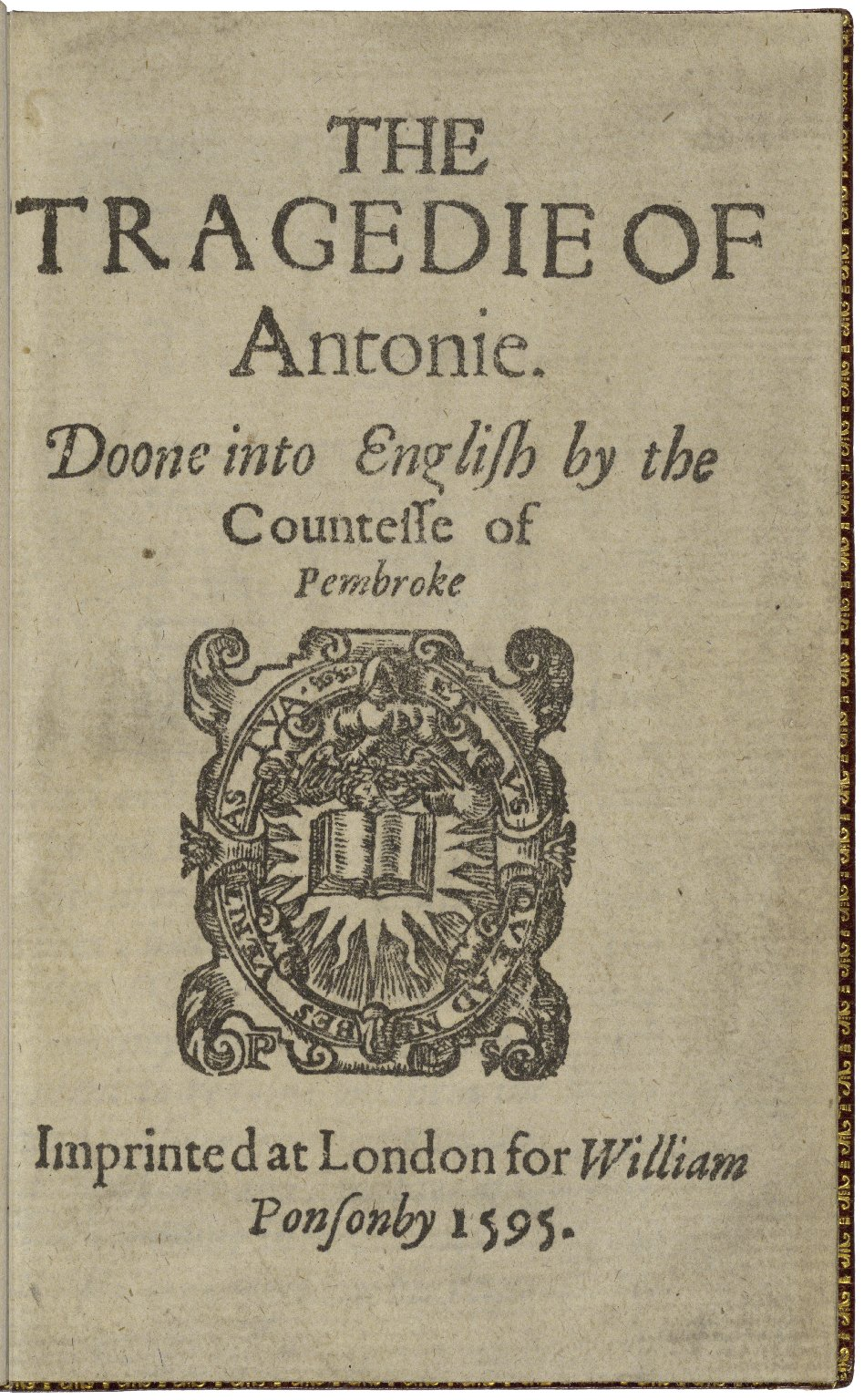
La página de título de La tragedia de Antony de Sidney. interpretación de Sidney de la historia de Mark Antony y Cleopatra.

Mary Sidney convirtió Wilton House en un "paraíso para los poetas". Los habituales se conocían como el "Wilton Circle", un grupo literario mantenido por la hospitalidad de Sidney, e incluía a Edmund Spenser, Samuel Daniel, Michael Drayton, Ben Jonson y John Davies. John Aubrey escribió: «Wilton House era como una universidad, había muchas personas sabias e ingeniosas. Sidney fue mejor mecenas del ingenio y el conocimiento que cualquier mujer de su época». Sidney recibió más dedicatorias que cualquier otra mujer de estatus no real. Según algunos relatos, el rey Jacobo I visitó Wilton camino a su coronación en 1603 y regresó otra vez después de la coronación para evitar la peste. Daniel la describió como musa en su poema "Delia", metáfora de la mujer ideal.
Su hermano, Philip Sidney, escribió gran parte de su Arcadia en presencia de Sidney, en Wilton House. Además se cree que empezó a preparar su versión lírica en inglés del Libro de los Salmos en Wilton. 

### El libro de salmos de Sidney
Philip Sidney había completado la traducción de 43 de los 150 salmos antes de su fallecimiento, durante una campaña militar contra los españoles en los Países Bajos en 1586. Mary terminó su traducción del salterio, componiendo los salmos 44 a 150 en una deslumbrante variedad de formas de verso, usando como referencia la Biblia de Ginebra de 1560 y comentarios de Juan Calvino y Teodoro de Beza. Hallett Smith definió el salterio como una «escuela de la versificación en inglés», de ciento setenta y un poemas (el Salmo 119 es una compilación de veintidós poemas separados). Philip preparó una copia del salterio completo para la reina Isabel I en 1599, en anticipación de una visita real a Wilton, pero acabó cancelando su visita. Este trabajo generalmente se conoce como «Los Salmos de Sidney» o «El Salterio de Sidney-Pembroke» y se considera importante en el desarrollo de la poesía lírica religiosa inglesa a fines del siglo XVI y principios del XVII.John Donne escribió un poema celebrando el salterio en verso y afirmó que no podría decir que Iglesia inglesa se había reformado hasta que su salterio hubiera sido modelado según las transcripciones poéticas de Philip Sidney y Mary Herbert.
Aunque los salmos no fueron impresos en su vida, tuvieron una extensa publicación de manuscritos, de los cuales todavía existen 17 manuscritos. Un grabado posterior de Herbert la muestra sosteniéndolos.Su influencia literaria se puede ver a través del mecenazgo literario, a través de la publicación de las obras de su hermano y a través de sus propios versos, dramas y traducciones. Los poetas contemporáneos que elogiaron los salmos en verso de Herbert incluyen a Samuel Daniel, John Davies, John Donne, Michael Drayton, John Harington, Ben Jonson, Aemelia Lanyer y Thomas Moffet. La importancia e influencia de la traducción del Salterio es evidente en los poemas líricos devocionales de Barnabe Barnes, Nicholas Breton, Henry Constable, Francis Davison, Giles Fletcher y Abraham Fraunce, y su influencia en la poesía religiosa posterior de Donne, George Herbert, Henry Vaughan y John Milton empezaron a ser críticamente reconocidos cuando Louis Martz lo colocó al comienzo de una tradición en desarrollo de la lírica del siglo XVII.
Sidney jugó un papel decisivo para que se imprimiera An Apology for Poetry or Defense of Poesy de su hermano, y distribuyó el Salterio Sidney-Pembroke en manuscrito aproximadamente al mismo tiempo. La simultaneidad sugiere una relación próxima en su diseño: ambos argumentaron, de maneras diferentes en cuanto a la forma, la recuperación ética de la poesía como instrumento para la instrucción moral, particularmente para la instrucción religiosa. Sidney también se encargó de editar y publicar la Arcadia de su hermano, que él afirma haber escrito en su presencia como La condesa de la Arcadia de Pembroke.

### Otros trabajos
El drama del armario de Sydney, Antonius, es una traducción de una obra francesa, Marc-Antoine (1578) de Robert Garnier. Se sabe que Mary Sidney tradujo otras dos obras: Un discurso de vida y muerte de Philippe de Mornay, que se publicó con Antonius en 1592, y El triunfo de la muerte de Petrarca, que se distribuyó en manuscrito. Sus poemas originales incluyen: la pastoral, "Un diálogo entre dos pastores, Thenot y Piers, en alabanza a Astrea", y dos discursos elogio, uno dedicado a Isabel I y otro a su hermano Philip, contenidos en el manuscrito de su salterio de Tixall. Una elegía para Philip, The dolefull lay of Clorinda, que se publicó en Colin Clouts Come Home Againe (1595), se ha atribuido a Spenser y Mary Herbert, si bien es probable que sea obra de Spenser únicamente.
Por lo menos en 1591, los Pembroke patrocinaron a la compañía de Teatro Pembroke's Men, una de las primeras compañías que mostró las obras de Shakespeare. Según una fuente, la compañía de Shakespeare "The King's Men" actuaba en Wilton en este momento.
June y Paul Schlueter publicaron un artículo en The Times Literary Supplement del 23 de julio de 2010, en el que describían un manuscrito de obras recién descubiertas de Mary Sidney Herbert.

## Conexión con Shakespeare
Se especula que Sidney escribió los sonetos de Shakespeare. Robin P. Williams presentó un caso circunstancial en el que Mary Sidney podría haber escrito los sonetos atribuidos a Shakespeare, 17 de ellos instando a que su hermano se case y la mayoría de los demás a su amante, Mathew Lister. Williams también vio la relación de Lister detrás de la obra All's Well That Ends Well. Williams reconoció que no hay evidencia documentada sobre esto, pero señala que el conocimiento detallado que se muestra en: las jugadas de navegación, el tiro con arco, cetrería, alquimia, astronomía, cocina, medicina y viajes se correlaciona con lo que sabemos de la vida e intereses de Mary Sidney.
 

Su epitafio poético, fue atribuido a Ben Jonson, pero seguramente haya sido escrito en una forma anterior por los poetas William Browne y su hijo William, resume cómo fue vista en sus días:
Underneath this sable hearse,

Lies the subject of all verse,

Sidney's sister, Pembroke's mother.

Death, ere thou hast slain another

Fair and learned and good as she,

Time shall throw a dart at thee.